# كورتيس هندرسون
كورتيس هندرسون (بالإنجليزية: Curtis Henderson)‏ هو محامي أمريكي، ولد في 28 سبتمبر 1926، وتوفي في 25 يونيو 2009.